# کلان‌لو، آرارات جنوبی
کلان‌لو (به لاتین: Kelanlu، یا جرمانیس Dzhirmanis) یک روستا در ارمنستان است که در استان آرارات واقع شده‌است. در کیلومتری شمال آرتاشات، مرکز استان آرارات واقع شده‌است.

## خصوصیات
کلان‌لو نفر جمعیت دارد و در ارتفاع متر بالاتر از سطح دریا قرار گرفته‌است.